# الجامعة الزراعية في خونان
الجامعة الزراعيّة في خونان وفي مصادر أخرى الجامعة الزراعيّة في هونان أو جامعة هونان الزراعية (يُشار إليها اختصارًا باسم HAU) هي جامعة بحثية عامة تقع في تشانغشا، هونان، الصين. تأسست في عام 1951، تم دمج الجامعة من قبل كليتين مستقلتين تحت اسم كلية هونان الزراعية. منذ أن كانت هونان قوة زراعية للبلاد، قام ماو تسي تونغ، الأب المؤسس لجمهورية الصين الشعبية، بتسجيل اسم المدرسة على لافتة الدخول الخاصة بها. تغيرت إلى اسمها الحالي في عام 1994. بدأت المؤسسة بالتركيز على تدريب الطلاب في مختلف التخصصات الزراعية. بعد أكثر من نصف قرن من التطوير، تطورت المدرسة إلى جامعة شاملة مشهورة. في عام 1978، بدأت جامعة هونان الزراعية في منح درجات الماجستير. اعتبارًا من عام 2007، يدرس هناك أكثر من 50000 طالب من 31 مقاطعة عبر الصين، بما في ذلك 24000 طالب جامعي و 26000 طالب تعليم مستمر و3000 طالب دراسات عليا ودكتوراه.

## التنظيم والإدارة
الرئيس الحالي للجامعة هو فو شاوهوي، الذي خدم منذ 2014. يوجد بالجامعة 7 نواب للرئيس. يتمُّ استخدام نظام الفصل الدراسي - أي يتم تقسيم العام الدراسي إلى فصلين دراسيين. يستمر الفصل الدراسي الأول (الخريف) من سبتمبر إلى يناير؛ الفصل الدراسي الثاني (الربيع) من فبراير إلى يونيو. يتكون كل منها من 18 أسبوعًا تعليميًا، وتقام النهائيات عمومًا في الأسبوع 19.
تنقسم جامعة هونان الزراعية إلى 20 كلية:
| - كلية الزراعة - كلية علوم الحيوان - كلية علوم وتكنولوجيا السلامة الحيوية - كلية العلوم البيولوجية - كلية إدارة الأعمال - كلية التعليم المستمر - كلية الاقتصاد - كلية الهندسة - كلية علوم الغذاء - كلية اللغات الأجنبية | - كلية البستنة والمناظر الطبيعية - كلية العلوم الإنسانية والاجتماعية - كلية علوم المعلومات - كلية الموارد الطبيعية والبيئة - كلية العلوم - كلية الرياضة والفنون - الكلية الشرقية للعلوم والتكنولوجيا - كلية التربية (كلية المعلمين) - كلية الطب البيطري |

## أكاديميون

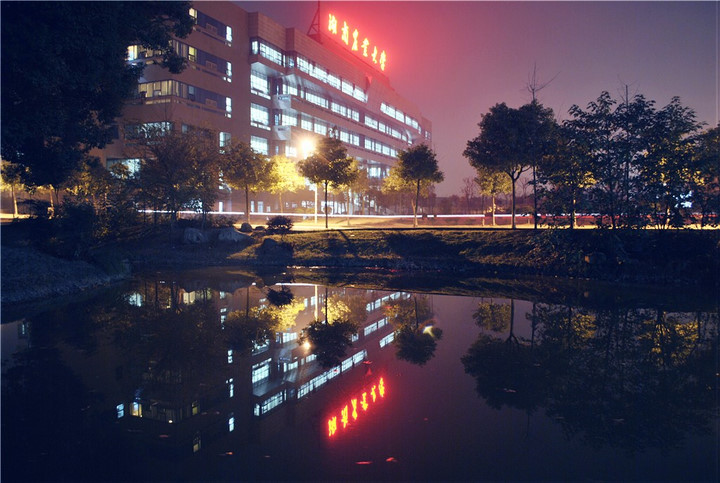
منظر ليلي للمكتبة في جامعة هونان الزراعية

تقدم جامعة هونان الزراعية 69 برنامجًا بكالوريوس و101 ماجستير و52 برنامجًا لدرجة الدكتوراه. كما أنه يحتوي على 7 معاهد لبحوث ما بعد الدكتوراه ومركز أبحاث وطني واحد و 3 مختبرات هندسية وطنية. هناك 1198 عضو هيئة تدريس بدوام كامل، بما في ذلك 3 زملاء من الأكاديمية الصينية للهندسة، و226 مستشار دكتوراه، و432 مستشارًا رئيسيًا، و234 أستاذًا، و515 أستاذًا مشاركًا. من بينهم، حصل 4 منهم على لقب الخبراء الوطنيين البارزين. تشارك الجامعة أيضًا في برنامج شانجيانغ سكولرز (بالإنجليزية: Changjiang Scholars)‏، وتايلنتس بروغرام 100 (بالإنجليزية: 100 Talents Program)‏ وبرنامج توظيف الخبراء العالميين (بالإنجليزية: Recruitment Program of Global Experts)‏.
منذ الخطة الخمسية التاسعة، حصلت الجامعة على 182 جائزة، منها 13 جائزة وطنية، و 169 جائزة على المستوى الوزاري أو الإقليمي. في السنوات الأخيرة، أجرت الجامعة أكثر من 145 مشروعًا بحثيًا على المستوى الوطني و918 مشروعًا على مستوى المقاطعات. في عام 2007، يوجد بالجامعة 16 مؤسسة ذات ملكية فردية أو ملكية فردية. إجمالي الأموال 40 مليون يوان، والدخل السنوي يصل إلى 109 مليون يوان.

## الترتيب والسمعة
اعتبارًا من عام 2021، تم تصنيف جامعة هونان الزراعية في المرتبة 679th من قبل تصنيفات مؤسسات إس سي إيماغو (بالإنجليزية: SCImago Institutions Rankings)‏ بين الجامعات البحثية حول العالم. صنّف تصنيف 2021 سي دبليو تي إس ليدن جامعة هونان الزراعية في المرتبة 1064 في العالم بناءً على منشوراتها للفترة 2016-2019. احتلت جامعة هونان الزراعية المرتبة 109 في الصين، والمرتبة 297 في آسيا، والمرتبة 1117 عالميًا حسب تصنيف تصنيف يو إس نيوز آند وورد ريبورت لأفضل الجامعات العالمية كأفضل جامعة عالمية.
احتلت جامعة هونان الزراعية المرتبة 101-150 عالميًا في التصنيف الأكاديمي للجامعات العالمية (ARWU) والمرتبة 170 عالميًا في تصنيف تصنيف يو إس نيوز آند وورد ريبورت لأفضل الجامعات العالمية كأفضل جامعة عالمية في «العلوم الزراعية».
| ترتيب الجامعات حسب التصنيف الأكاديمي لجامعات العالم عام 2021 | الترتيب العالمي |
| ------------------------------------------------------------ | --------------- |
| العلوم الزراعية                                              | 101-150         |
| علوم وتكنولوجيا الغذاء                                       | 151-200         |
| العلوم البيطرية                                              | 201-300         |
| التكنولوجيا الحيوية                                          | 301-400         |
| علوم وهندسة البيئة                                           | 301-400         |

## حرم الجامعة
تقع الجامعة في الضواحي الشرقية لمدينة تشانغشا، وتطل على أفق المدينة. منطقة نونجدا يمكن مقارنتها بمدينة جامعية أو حتى مدينة متاخمة ونادرًا ما يذهب العديد من السكان إلى وسط المدينة بسبب الازدحام المروري والاكتظاظ على طريق الحافلات 317. ومع ذلك، مع افتتاح خط المترو 2، أصبح الذهاب إلى الأسفل والسفر عبر تشانغشا نسيمًا. يوجد بالجامعة حرم جامعي واحد، يحده من الشمال طريق مزدحم - طريق رينمين (شرق)؛ في الجنوب بجانب نهر ليويانغ. من الشرق البحيرات والغرب عن طريق الأراضي الزراعية.
يحتوي الحرم الجامعي على أحد عشر مبنى أكاديميًا وعددًا من المباني الإدارية. هناك أربع مناطق سكنية واسعة النطاق: فينجزي وزيلان ودونغو وجينان. كل منطقة بها حوالي اثنتي عشرة قاعة. مناطق السكن مختلطة ولكن القاعات أحادية الجنس. تتسع معظم الغرف في فينجزي ودونغو وجينان لأربعة أشخاص بمرافق أساسية. وقت إطفاء الأنوار الساعة 11:00 مساءا في جميع المجالات للطلاب الجامعيين. اختار بعض الطلاب، سواء في المرحلة الجامعية أو ما بعد التخرج، استئجار مبانٍ سكنية مجاورة للحرم الجامعي من أجل راحة وبيئة أفضل.

## مشاهير

### خريجون
- زاكاري هوانغ، 1977 - أستاذ مشارك في علم الحشرات، جامعة ولاية ميتشيغان
- هوارد كيو تشانغ، 1977 - أستاذ علوم الأغذية، جامعة ولاية أوهايو
- حيو-ليانغ وانغ، 1978 - أستاذ أمراض النبات؛ مدير مختبر وانج، جامعة ولاية أوهايو
- جيزهونغ زهو، 1981 - أستاذ رئاسي، جامعة أوكلاهوما؛ عالم أبحاث في مختبر أوك ريدج الوطني
- مينج شون تشين، 1981 - أستاذ علم الحشرات، جامعة ولاية كانساس؛ عالم أبحاث في USDA-ARS
- لونجشي يو، 1977 - أستاذ علم أمراض النبات بجامعة ولاية واشنطن؛ أخصائي علم الوراثة البحثي، وزارة الزراعة الأمريكية
- غان لين، 1981 - عميد سابق؛ نائب محافظ مقاطعة هونان
- دينغ شياو قانغ، 1985 - نائب أمين الحزب، مقاطعة سيتشوان
- دو زانيوان، 1978 - نائب وزير التربية والتعليم، الصين
- جون بينغ زهانغ، 1981 - نائب أول لرئيس شركة كوادراميد كوربوريشن
- زهانغ جيهانغ، 1977 - أستاذ في الأكاديمية الصينية للعلوم؛ مؤلف لعدة كتب عن التنوع البيولوجي
- شينجايو شياونغ، 1981 - موظف دائم في وزارة الزراعة والأغذية الزراعية (كندا)
- دونغيو لي، 1977 - محرر «كتيب الليستيريا» (2008)، «كتيب تنقية الحمض النووي» (2009)، «الكشف عن مسببات الأمراض المنقولة بالغذاء» (2009)، «الكشف الجزيئي عن مسببات الأمراض الفيروسية البشرية (الجزء الثاني)»

(2010)، "الاكتشاف الجزيئي لمسببات الأمراض البكتيرية البشرية" (2011)، "الاكتشاف الجزيئي لمسببات الأمراض الفطرية للإنسان" (2011)، "الاكتشاف الجزيئي لمسببات الأمراض الطفيلية البشرية" (2012)، "دليل الميكروبات والسموم الحساسة للأمان" (2014)، "الاكتشاف الجزيئي لمسببات الأمراض الفيروسية الحيوانية (2016)؛" النماذج المختبرية للعدوى المنقولة بالأغذية "(2017)؛" كتيب الأمراض المنقولة بالأغذية "(2018)؛" كتيب متلازمات الأورام "(2020)؛" علم الأحياء الدقيقة للأغذية الجزيئية "(2021)؛ محرر مشارك لـ "علم الأحياء الدقيقة الطبية الجزيئية 2" (2014)
- شين رونر مواليد 1957 محافظ مقاطعة خنان
- هو جياتي، مواليد 1961، مسؤول الانضباط
- ما يونغ، مواليد 1957، سياسي، رئيس حزب سابق في Yiyang

### الأساتذة
- يوان لونغ بينغ
- لي زانغادو
- ليو تسيمينغ - خبير في علم العنب
- لي فنغسون - عالم الحشرات
- جو جيدونغ - أستاذ زائر، ومؤلف مشارك لكتاب الأحياء الدقيقة البيئية
- صن سونجلينج - عضو هيئة تحرير المجلة الدولية للزراعة والهندسة البيولوجية
- صن تشوانكسين - عالم أبحاث في الجامعة السويدية للعلوم الزراعية
- ماو تشي يونغ - سكرتير الحزب في مقاطعة جيانغشي
- هو دوجينغ، عالم فسيولوجيا النبات

## روابط خارجية
- جامعة هونان الزراعية (الإنجليزية)
- مكتبة هوناو (باللّغة الصينية)